# ثلج جاف

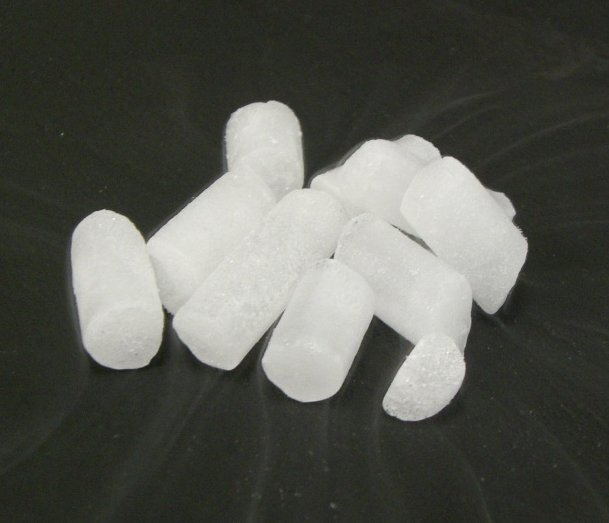
قطع صغيرة من الثلج الجاف

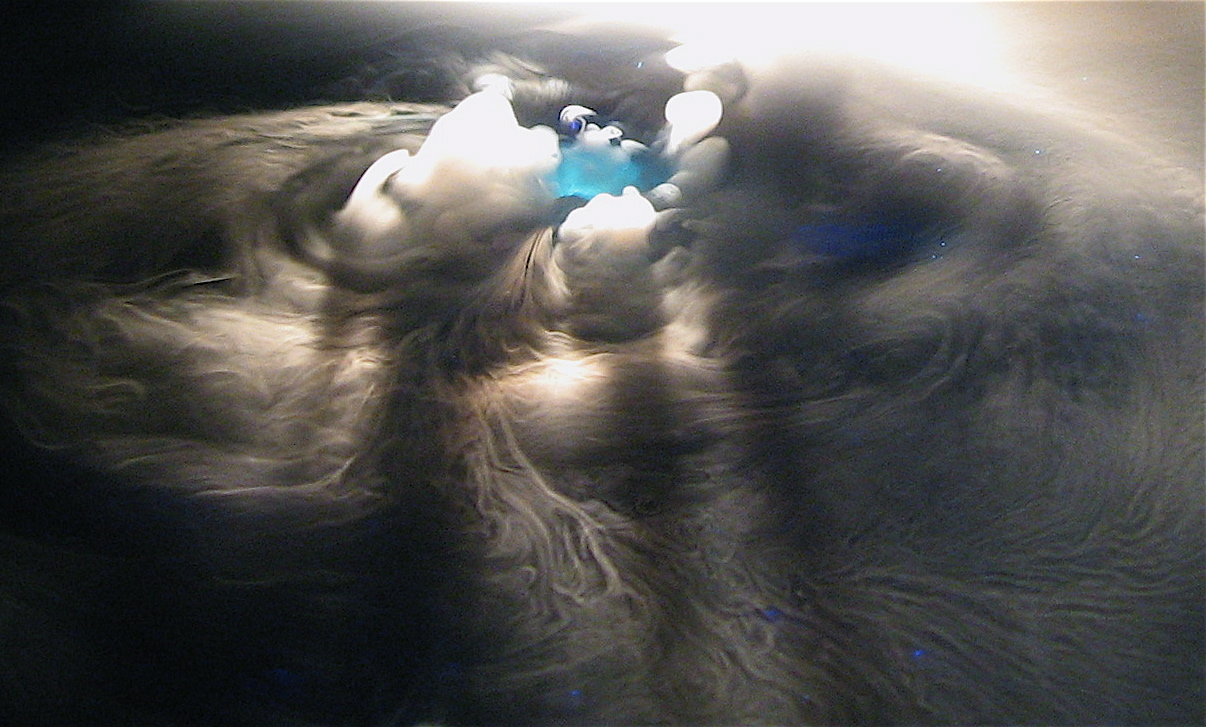
تصعد الثلج الجاف في الماء

الثلج الجاف (أو الجليد الجاف) أو ثاني أكسيد الكربون الثلجي هو عِبارة عن ثاني أكسيد الكربون في الحالة الصلبة بدرجة (78- °م تحت الصفر).
يتسامى الثلج الجاف، أي يتحول مباشرة من الحالة الصلبة إلى الحالة الغازية عند الضغط الجوي العادي. هذا التحول المباشر من صلب إلى غاز يجعل من الثلج الجاف من وسائل التبريد الفعالة، خاصة أنه أبرد من الجليد ولا يَترك آثاراً رطبة أبداً. وهو مُفيد في حفظ الأطعمة المجمدة والبوظة.

## التاريخ
من المعروف أن أول من لاحظ وجود الثلج الجاف هو المخترع الفرنسي أدريان-جان-بيير تيلورييه سنة 1835، والذي كان أول من نشر تقرير عن المادة. وفي تجاربه، لاحظ أنه عِند فتح غطاء اسطوانة كبيرة تحتوي على ثاني أكسيد الكربون السائل، فإن مُعظمه يتبخر بسُرعة. لم يُستغل هذا الثلج حتى عام 1924، حين سجل بي توماس الفكرة كبراءة اختراع في الولايات المتحدة لبيعه تجارياً. ولاحقاً أصبح أول من جعل الثلج الجاف ناجحاً صناعياً. في سنة 1925 حمل المُنتج العلامة التجارية Dry ice (ثلج جاف)، مما أدى إلى شُهرة المادة بهذا الاسم.

## طريقة التحضير
يؤخذ ثاني أكسيد الكربون الذي يولد في عمليات التخمر الكحولي، ويُعبأ بالضغط في صورة سائل يَحفظ به في أسطونات حديدية، ثم تربط أكياس في موضع فوهة الأسطوانة، وعندما تفتح الأسطوانة يتبخر ثاني أكسيد الكربون المَسال بسرعة هائلة، ويبرد إلي درجة حرارة منخفضة جداً متحولاً إلي جسم صلب يعرف باسم الثلج الجاف. ويستخدم في تغطية المثلجات والاغذية المطلوب تجميدها.

## استخداماته

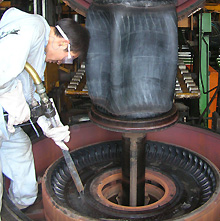
استخدام الثلج الجاف يستخدم في تنظيف المطاط

يستخدم في حفظ الأغذية المجمدة حتى في حالة تلف نظام التبريد في الثلاجة. كما يُستخدم في حالات شحن المواد الغذائية لحفظها من التلف بدون استخدام معدات التبريد، ويستخدم في وسم المواشي والخيول بالعلامات المميزة. كما يدخل في معالجة البلاستك والمطاط، ويُستخدم جراحياً في حرق الثاليل في الجلد. أما في مجال الأفلام السينمائية والأفراح والحفلات فإن تقنية الجليد الجاف تُضيف إلى الأفراح والحفلات اللمسة الفنية الرائعة وذلك عن طريق توليد الغاز الأبيض الذي يتجمع في الطبقة السفلية على الأرض، مما يُعطي إيحاء خيالي ورائع خصوصاً في الأعراس، فإن الغاز أثقل من الهواء مما يؤدي إلى تجمعه في الطبقة السفلية وطبعاً دون إلحاق أي أذى أو ضرر بالضيوف والزوار في مكان الاحتفال.
ويستخدم أيضاً في تنظيف خطوط النقل والآلات حيث يمكن استعمال تقنية الجليد الجاف في تنظيف الآلات وخطوط الإنتاج للمعـامل دون أن تلحق بها آثار الصدأ أو أن تؤدي إلى تعطيلها كما يمكن لهذه التقنية أن تحافظ على جو نظيف للآلات وخطوط الإنتاج ممـا يؤدي إلى جودة العمل وجودة الإنتاج. كما يمكنها أن تبعد القوارض والحيوانات الضارة من المعامل وذلك عن طريق غاز ثاني أوكسيد الكربون المتوفر بها إذ أن غاز ثاني أوكسيد الكربون أثقل من الهواء مما يؤدي إلى بقائه في الطبقة السفلية حيث لا يمكن للحيوانات والقوارض أن تعيـش بوجود كريات الغاز السام لبنيتها، وبالطبع دون إلحاق الأذى للعمال والموارد البشرية.
ويستخدم في إطفاء الحريق حيث تعتبر طريقة إطفاء الحرائق عن طـريق الجليد الجـاف من أسهل وأضمن الطرق. حيث يمكن إخماد الحريق بسرعة عالية بالإضافة إلى الأمان من عدم انتشـار النار أو عدم التعرض للحروق وذلك لما تقدمه حبيبات الجليد الجاف من تأثير عالي على درجات الحرارة المرتفعة للجسم المتعرض للنـار حيث تعمل على تبريده لمنع انتشار النار وبنفس الوقت تعمل على حجب الأوكسجين عن النـار ممـا يؤدي إلى انتهـاء الحـريق بأسـرع وأضمن شكل.
وبمجال النقل الطبي فإن طريقة الجليد الجاف تقدم للخدمات الطبية البيئة الأكثر أماناً لنقل الأعضاء البشرية واللقاحات والدم والمصل، حيث أن بيئة ثاني أوكسـيد الكربون تقتل البكتيريا وتوفر جو نظيف ومُعقم وخالٍ من الجراثيم، فيمكن اعتماد هذه الطريقة لنقل الأعضاء مهما بعدت المسافة فإن بيئة الجليد الجاف تحافظ على نقاوة العبوة التي تحتوي على الأعضاء أو الدم أو أي عنصر صحي وطبي بعيداً عن الجراثيم والمكروبات.

## التسمية
تُترجم (Dry ice) إلى الجليد الجاف، الثلج الجاف، جليد ثنائي أكسيد الكربون، ثاني أكسيد الكربون المجمد، ثاني أكسيد الكربون الثلجي، ثاني أكسيد الكربون الجليدي، الثلج الكربوني

## وصلات خارجية
- صناعة فقاعة جليد جاف